# Świteziankowate
Świteziankowate (Calopterygidae) – rodzina owadów z rzędu ważek (Odonata) szeroko rozprzestrzeniona na wszystkich kontynentach poza Antarktydą. Obejmuje około 180 gatunków. Od pozostałych ważek równoskrzydłych odróżnia je inna budowa i bardzo gęste użyłkowanie skrzydeł imagines oraz budowa maski i skrzelotchawek larw.
Imagines osiągają długość ciała do 50 mm i rozpiętość skrzydeł od 60 do 75 mm. Ubarwienie europejskich gatunków, z wyraźnie zaznaczonym dymorfizmem płciowym, jest na ogół metalicznie niebieskie u samców i metalicznie zielone lub metalicznie brunatne u samic. Odwłok cienki i mocno wydłużony. Obie pary skrzydeł podobne do siebie, ubarwione od ciemnego do przezroczystego, gęsto żyłkowane. Samice mają skrzydła bardziej przezroczyste z jasną plamką. Pterostygma nie jest wykształcona.
W Polsce występują dwa palearktyczne gatunki z rodzaju Calopteryx:
- świtezianka dziewica (Calopteryx virgo) – samce o metalicznie niebieskich skrzydłach,
- świtezianka błyszcząca (Calopteryx splendens) – skrzydła samców z metalicznie niebieskim pasem.

Występują nad brzegami wód bieżących. Trzepoczący lot świtezianek przypomina lot motyli.
Larwy są duże, o ubarwieniu zależnym od siedliska – od jasnobrązowego do prawie czarnego. Długość ich ciała, u gatunków występujących w Polsce, wynosi 24–35 mm.

## Podział systematyczny
Do rodziny świteziankowatych zaliczane są następujące podrodziny:
- Calopteryginae Selys, 1850
- Hetaerininae Tillyard & Fraser, 1939